# Heinrich Müller (calciatore 1909)
Heinrich Müller (Vienna, 13 maggio 1909 – Vienna, 5 aprile 2000) è stato un allenatore di calcio e calciatore austriaco, di ruolo attaccante.

## Carriera
Come allenatore vinse il campionato austriaco nel 1949, nel 1950 e nel 1953.

## Palmarès

### Giocatore

#### Competizioni nazionali
- Coppa d'Austria: 1

Wiener AC: 1930-1931
- Campionato ungherese: 2

MTK Budapest: 1935-1936, 1936-1937

### Allenatore

#### Competizioni nazionali
- Campionato austriaco: 3

Austria Vienna: 1948-1949, 1949-1950, 1952-1953
- Coppa d'Austria: 2

Austria Vienna: 1947-1948, 1948-1949
- Coppa di Grecia: 1

AEK Atene: 1963-1964